# Minoranta
Minoranta, jinak také dolní mez, dolní závora nebo dolní odhad, je matematický pojem z oblasti teorie uspořádání. 

## Definice
Minoranta se definuje následujícím způsobem:
Pokud je množina A uspořádána relací R a B je podmnožina A, pak prvek {\displaystyle a\in A} je minorantou B, právě když {\displaystyle (\forall b\in B)(a\leq _{R}b)}.
Množina {\displaystyle B\subseteq A} je zdola omezená, pokud pro ni existuje alespoň jedna minoranta.

## Vlastnosti minoranty
- Pokud má množina {\displaystyle B\subseteq A} z předchozí definice nejmenší prvek, pak je tento prvek minorantou.
- Pomocí pojmu minoranty se dále definuje pojem infimum množiny jako největší prvek množiny (nebo třídy) všech minorant.

## Příklady
Nechť A je množina všech reálných čísel (A = R), B je množina všech reálných čísel x takových, že x2 < 3 a nechť R je relace obvyklého ostrého uspořádání reálných čísel (tj. R = <). Pak minorantou B při uspořádání R je například číslo -10. Největší minorantou (tj. infimem) je číslo {\displaystyle s=-{\sqrt {3}}}.